# Eublemma debilis
Eublemma debilis is een vlinder uit de familie van de spinneruilen (Erebidae). De wetenschappelijke naam van deze soort werd voor het eerst voorgesteld als Thalpochares debilis door Hugo Theodor Christoph in een publicatie uit 1884.
De soort komt voor in de Krim, Europees Rusland, Kazachstan, Turkmenistan en Iran.